# 联邦总务署
联邦总务署（英語：General Services Administration，簡稱GSA），又译美国总务管理局，是美國聯邦政府的一個機構，负责建造和維護联邦政府的辦公場所、採購、资产管理、與酒店和航空公司合作為美國公職人員提供出差優惠和出差管理等工作。而联邦总务署還負責在總統交接時向候任總統團隊移交聯邦政府的過渡事務以及廳舍使用權。总务署内设战略沟通、政府政策、人权、人力资源管理等12个办公室，並開設联邦采购服务中心和公共建筑服务中心等下級機構。美国和美國海外领土的联邦政府办公廳舍、法院大楼等共計9600座建筑均由联邦总务署管轄。联邦总务署於1949年由联邦工程署、财政部联邦供应局、战争物资管理局、国家档案中心和公共建筑管理局等5个机构合并而成。

## 外部連結
- 官方网站
- General Services Administration （页面存档备份，存于） in the Federal Register
- GSA Schedule Contract （页面存档备份，存于） in the Top 100 Contractors of the U.S. federal government